# 山田楓喜
山田 楓喜（やまだ ふうき、2001年7月10日 - ）は、滋賀県甲賀郡水口町（現：甲賀市）出身のプロサッカー選手。Jリーグ・京都サンガF.C.所属。ポジションはミッドフィールダー（MF）。

## 来歴
小学校5年から京都サンガF.C.のアカデミーでプレーした。2016年には、U-15日本代表に選出された。
2020年、トップチームへ昇格した。2021年6月9日、天皇杯2回戦のFC今治戦でプロデビュー。2022年3月2日、ルヴァンカップ・グループステージのサガン鳥栖戦でプロ初ゴールを決めた。
2023年12月26日、東京ヴェルディへの期限付き移籍が発表された。2024年シーズン開幕節、国立開催となった横浜F・マリノス戦では開始前半7分、FKを直接決め、ヴェルディに16年ぶりのJ1ゴールをもたらした。これは31年前のJリーグ開幕戦と同じ国立で、同じ相手に、同じ先制点となった。4月には、U23アジアカップのメンバーに選抜され、大会に参加。決勝ではそれまで今大会無失点だったウズベキスタン相手に決勝点となるゴールを決め、優勝に貢献。しかし大会後はその反動からか心身の不調をきたし、チームの練習からも一時離脱。6月に練習に復帰した。パリ五輪の代表メンバーは、当初はバックアップメンバーとしての招集でチームへの帯同は基本的にはない予定であったが、大会直前のルール変更により帯同することとなり、7月19日にチームに合流した。本大会では結果的に3試合に出場した。8月20日には一般女性との入籍を発表。このシーズンは直接FKを3本決め、これは2024年シーズンのJ1でのFK得点数の最多記録となった。
2025年1月7日、CDナシオナルへのシーズン終了までの期限付き移籍が発表された。移籍期間は6月30日まで。

## 所属クラブ
- 土山スポーツ少年団（甲賀市立水口小学校）
- 京都サンガF.C.U-15（甲賀市立城山中学校）
- 京都サンガF.C.U-18（京都翔英高等学校）
- 2020年 -  京都サンガF.C.
  - 2024年   東京ヴェルディ（期限付き移籍）
  - 2025年  CDナシオナル（期限付き移籍）

## 個人成績
| 国内大会個人成績 | 国内大会個人成績 | 国内大会個人成績 | 国内大会個人成績 | 国内大会個人成績 | 国内大会個人成績 | 国内大会個人成績 | 国内大会個人成績 | 国内大会個人成績 | 国内大会個人成績 | 国内大会個人成績 | 国内大会個人成績 |
| 年度             | クラブ           | 背番号           | リーグ           | リーグ戦         | リーグ戦         | リーグ杯         | リーグ杯         | オープン杯       | オープン杯       | 期間通算         | 期間通算         |
| 年度             | クラブ           | 背番号           | リーグ           | 出場             | 得点             | 出場             | 得点             | 出場             | 得点             | 出場             | 得点             |
| 日本             | 日本             | 日本             | 日本             | リーグ戦         | リーグ戦         | リーグ杯         | リーグ杯         | 天皇杯           | 天皇杯           | 期間通算         | 期間通算         |
| ---------------- | ---------------- | ---------------- | ---------------- | ---------------- | ---------------- | ---------------- | ---------------- | ---------------- | ---------------- | ---------------- | ---------------- |
| 2020             | 京都             | 27               | J2               | 0                | 0                | -                | -                | -                | -                | 0                | 0                |
| 2021             | 京都             | 27               | J2               | 0                | 0                | -                | -                | 1                | 0                | 1                | 0                |
| 2022             | 京都             | 27               | J1               | 14               | 2                | 6                | 1                | 3                | 0                | 23               | 3                |
| 2023             | 京都             | 27               | J1               | 17               | 1                | 2                | 1                | 1                | 0                | 20               | 2                |
| 2024             | 東京V            | 18               | J1               | 21               | 5                | 1                | 0                | 1                | 0                | 23               | 5                |
| ポルトガル       | ポルトガル       | ポルトガル       | ポルトガル       | リーグ戦         | リーグ戦         | リーグ杯         | リーグ杯         | ポルトガル杯     | ポルトガル杯     | 期間通算         | 期間通算         |
| 2024-25          | CDナシオナル     | 71               | プリメイラ       | 13               | 1                | 0                | 0                | 0                | 0                | 13               | 1                |
| 通算             | 日本             | 日本             | J1               | 52               | 8                | 9                | 2                | 5                | 0                | 66               | 10               |
| 通算             | 日本             | 日本             | J2               | 0                | 0                | -                | -                | 1                | 0                | 1                | 0                |
| 通算             | ポルトガル       | ポルトガル       | プリメイラ       | 13               | 1                | 0                | 0                | 0                | 0                | 13               | 1                |
| 総通算           | 総通算           | 総通算           | 総通算           | 65               | 9                | 9                | 2                | 6                | 0                | 80               | 11               |

## タイトル

### 代表
U-23日本代表
- AFC U23アジアカップ（2024年）

## 代表歴
- U-15日本代表
- U-21日本代表
- U-22日本代表
  - AFC U23アジアカップ予選（2023年）
- U-23日本代表
  - AFC U23アジアカップ（2024年）
  - パリオリンピック2024（2024年）[注釈 1]